# Corte internazionale di giustizia
La Corte internazionale di giustizia, nota anche con il nome di Tribunale internazionale dell'Aia, spesso indicata con l'acronimo CIG (in francese Cour internationale de justice, CIJ; in inglese International Court of Justice, ICJ), è il principale organo giudiziario delle Nazioni Unite. Ha sede nel Palazzo della Pace all'Aia, nei Paesi Bassi.

## Descrizione
Fondata nel 1945, ha iniziato a operare nell'aprile del 1946. Le sue funzioni principali sono:
- dirimere le controversie fra Stati membri delle Nazioni Unite che hanno accettato la sua giurisdizione. Essa esercita una funzione giurisdizionale riguardo all'applicazione e l'interpretazione del diritto internazionale. Nell'esercizio di tale funzione, la Corte opera in maniera arbitrale, e solo se gli Stati parti di una controversia internazionale abbiano riconosciuto la sua giurisdizione. La giurisdizione può essere riconosciuta preventivamente attraverso: l'approvazione dell'articolo 36.4 dello Statuto della Corte, attraverso una clausola compromissoria completa inserita in un accordo o attraverso un trattato compromissorio completo. La giurisdizione può altresì essere riconosciuta posteriormente e rispetto ad un caso concreto, anche da parte di Stati che non hanno aderito alla Corte. Come per qualsiasi giurisdizione "classica" del diritto internazionale, anche in questo caso, è necessario il consenso dello Stato.
- offrire pareri consultivi su questioni legali avanzate dall'Assemblea generale delle Nazioni Unite, dal Consiglio di sicurezza delle Nazioni Unite o dagli Istituti specializzati delle Nazioni Unite quando essi siano autorizzati a farlo. Mentre l'Assemblea generale e il Consiglio di sicurezza hanno totale libertà per richiedere un parere consultivo, gli altri organi ONU e gli Istituti specializzati sono tenuti ad invocare il parere consultivo unicamente per questioni che riguardano le loro competenze.

Le sentenze e i pareri della Corte sono uno dei principali strumenti con cui si accerta l'esistenza di norme internazionali.
La Corte internazionale di giustizia non va confusa con la Corte penale internazionale, istituita nel 2002 (non legata all'ONU ed anch'essa con sede all'Aia, Paesi Bassi), il cui compito è invece quello di giudicare individui ritenuti colpevoli di crimini internazionali.
Il funzionamento e l'organizzazione della Corte sono disciplinati dallo Statuto della Corte Internazionale di Giustizia, annesso allo Statuto delle Nazioni Unite e dal regolamento adottato dalla Corte stessa.

### Predecessori
Il primo organo ad essere istituito per dirimere le controversie internazionali fu la Corte permanente di arbitrato (CPA), creata nel 1899 con sede anch'essa all'Aia. La Corte, tuttora in vigore, si limita a fornire agli Stati un elenco di giudici e un'infrastruttura amministrativa se essi decidono di risolvere la loro controversia per via arbitrale. La CPA fornisce attualmente all'Assemblea generale e al Consiglio di sicurezza la lista di persone tra cui scegliere i giudici della CIG.
Con la fine della prima guerra mondiale si è avuto un maggior grado di istituzionalizzazione, con la creazione della Corte permanente di giustizia internazionale, all'epoca della Società delle Nazioni, nel 1921, e della Corte internazionale di giustizia, che ne ha preso il posto come successore. Come suggerisce il nome, l'aspetto più innovativo della Corte permanente di giustizia internazionale era il fatto di essere dotata di una struttura permanente; costituì il primo organo giudiziale per la risoluzione delle controversie internazionali.

## Composizione e statuto
La Corte è composta da quindici giudici di nazionalità diversa eletti dall'Assemblea generale e dal Consiglio di Sicurezza. I giudici restano in carica per nove anni e possono essere rieletti. Nessun paese può avere più di un giudice. Ognuno dei paesi membri permanenti del Consiglio di sicurezza ha sempre avuto un giudice. I giudici non sono rappresentanti dei loro paesi ma siedono a titolo personale e non devono farsi condizionare dalle autorità dello Stato di cui sono cittadini. 
Le decisioni sono prese a maggioranza dei presenti.
La Corte può costituire in qualsiasi momento una o più sezioni composte di almeno tre giudici secondo quanto essa decida, per trattare particolari categorie di controversie: per esempio, controversie in materia di lavoro e controversie concernenti il transito e le comunicazioni.
La Corte può in qualsiasi momento costituire una sezione per trattare una determinata controversia. Il numero dei giudici di tale sezione è deciso dalla Corte con l'assenso delle parti.
Le controversie sono esaminate e decise dalle sezioni di cui sopra, qualora le parti ne facciano richiesta (art. 26 Statuto).
Al fine di un rapido espletamento dei processi, la Corte costituisce ogni anno una sezione composta di cinque giudici, per decidere con procedimento sommario, quando le parti lo domandino. Inoltre, due giudici saranno designati per sostituire i giudici che si trovino nell'impossibilità di partecipare alle sedute (art. 29 Statuto).
La CIG può decidere non solo secondo diritto ma anche secondo equità (ex aequo et bono) se le parti così le chiedono espressamente (art. 38, par. 2 dello Statuto).

### Membri in carica della corte
A febbraio 2024, la Corte è così composta:
| Nome                          | Ruolo           | Inizio mandato | Fine mandato |
| ----------------------------- | --------------- | -------------- | ------------ |
| Abdulqawi Ahmed Yusuf         | Giudice         | 2009           | 2027         |
| Xue Hanqin                    | Giudice         | 2010           | 2030         |
| Peter Tomka                   | Giudice         | 2003           | 2030         |
| Ronny Abraham                 | Giudice         | 2005           | 2027         |
| Juan Manuel Gómez Robledo     | Giudice         | 2024           | 2033         |
| Leonardo Nemer Caldeira Brant | Giudice         | 2022           | 2027         |
| Dire Tladi                    | Giudice         | 2024           | 2033         |
| Georg Nolte                   | Giudice         | 2021           | 2030         |
| Julia Sebutinde               | Vice-Presidente | 2012           | 2030         |
| Dalveer Bhandari              | Giudice         | 2012           | 2027         |
| Sarah H. Cleveland            | Giudice         | 2024           | 2033         |
| Bogdan-Lucian Aurescu         | Giudice         | 2024           | 2033         |
| Yuji Iwasawa                  | Presidente      | 2018           | 2030         |
| Hilary Charlesworth           | Giudice         | 2021           | 2033         |

## La giurisdizione obbligatoria nei confronti dell'Italia
Il 25 novembre 2014 l’Italia ha depositato presso il segretario generale dell'Organizzazione delle Nazioni Unite la dichiarazione di accettazione della giurisdizione obbligatoria della Corte internazionale di giustizia, prevista dall’art. 36, par. 2, dello statuto della stessa Corte. Ciò non ha impedito alla Corte costituzionale della Repubblica Italiana – con la sentenza n. 238 del 2014 – di non dare ingresso a una consuetudine internazionale – quale quella dell'immunità assoluta dalla giurisdizione degli Stati esteri – nonostante essa fosse stata riconosciuta dalla Corte internazionale di giustizia con la sentenza 3 febbraio 2012 nel caso Germania contro Italia.